# آکسل ساندموسه

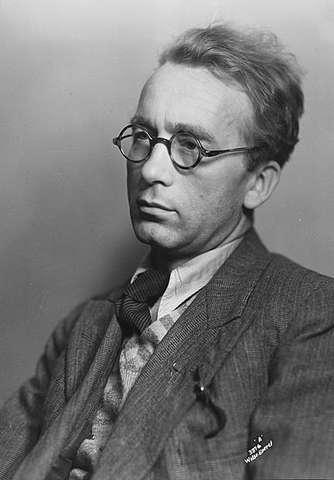
آکسل ساندموسه رمان‌نویس دانمارکی-نروژی.

آکسل ساندموسه (نروژی: Aksel Sandemose) زاده ۱۹ مارس ۱۸۹۹م، برابر با یکشنبه، ۲۸ اسفند ۱۲۷۷خ، در  جزیره مورس در دانمارک و مرگ در ۶ اوت ۱۹۶۵م، برابر با جمعه، ۱۵ مرداد ۱۳۴۴ خ، در سن ۶۶ سالگی در کپنهاگ، یک نویسنده دانمارکی-نروژی بود.
 آکسل ساندموسه ابتدای جوانی خود را در زادگاهش، دانمارک سپری نمود، اما در سال ۱۹۳۰م، به نروژ مهاجرت کرد. وی با محیط فرهنگی نروژ به خوبی انس گرفت. بخش عمده ای از آثار ادبی وی که در قالب رمان‌های روانشناختی، بیان شده، بازتاب اعتراض وی به محیط فقیر و سنتهای محل و دوران رشد اوست. آثار وی به دلیل نگرش  روانشناختی و نوآوری در شیوه رمان‌نویسی، از مهم‌ترین آثار در ادبیات قرن بیستم نروژ است.

## قانون یانته
ابداع قانون یانته Law of Jante در رمانی با نام  «یک فراری از روی رد پای خود عبور می‌کند ، A Fugitive Crosses His Tracks، En flyktning krysser sitt spor، نوشته شده در سال ۱۹۳۳»، که در آن الگویی از رفتار گروهی نسبت به افراد در جوامع اسکاندیناوی را توصیف می‌کند که منتقد دستاوردها و موفقیت‌های فردی است و آن‌ها را ناچیز و نامناسب می‌داند.

## کتاب نگاری
- ملاحی به خشکی بازمی‌گردد ۱۹۳۱

- یک فراری از روی رد پای خود عبور می‌کند ۱۹۳۳

- ما با شاخ ظاهر می‌شویم ۱۹۳۶

- نیمکتی که در آسمان قرار داشت

- قصه‌هایی از دوران دیگر

- آلیس آتکینسون و دلدادگانش ۱۹۴۹

- جزیره ای سر سبز

- مرد صاعقه زده

- مرد پایان دنیا

- جزیره ای سرسبز از نخل ۱۹۵۰

- داستانهای مرگ گرگ صفت ۱۹۵۸

- عروسی فلی سیا ۱۹۶۱